# 秋葉賢也
秋葉 賢也（あきば けんや、1962年〈昭和37年〉7月3日 - ）は、日本の政治家。
復興大臣（第14代）、福島原発事故再生総括担当大臣、厚生労働副大臣および復興副大臣、総務大臣政務官、内閣総理大臣補佐官、衆議院環境委員長、衆議院災害対策特別委員長、衆議院東日本大震災復興特別委員長、衆議院議員（7期）、自由民主党副幹事長（4期）、自由民主党組織運動本部地方組織・議員総局長、自由民主党政務調査会副会長、自由民主党外交部会長、自由民主党厚生労働部会長代理（2期）、自由民主党総務部会長代理等を歴任。

## 来歴
宮城県丸森町に生まれ育つ（現住所は仙台市泉区上谷刈4丁目）。宮城県角田高等学校を経て、1987年に中央大学法学部卒業。中央大学在学中は辞達学会（弁論部）幹事長を務めた。1988年、松下政経塾に入塾。
1995年、宮城県議会議員選挙に初出馬し、初当選。東北大学大学院法学研究科博士前期課程に進学し、1998年に修士（法学）を取得。引続き同博士後期課程に進級し5年間在学するも単位取得満期退学。
1999年、2003年の改選ではいずれもトップ当選（22,000票を超える得票数は宮城県内だけでなく東日本地区最多得票）し、3期連続当選。

### 衆議院議員
2003年、宮城2区選出の鎌田さゆりが公職選挙法違反による連座制の選挙違反事件を受けて失職。自由民主党が実施した、補欠選挙の候補者公募に応募し合格したため、宮城県議会議員辞職。2005年に実施された補欠選挙に自由民主党公認で出馬し、初当選。同年の第44回衆議院議員総選挙でも宮城2区から出馬し、再選。
2007年、安倍改造内閣で総務大臣政務官（行政組織、公務員制度、年金問題、統計制度に係る諸問題等の担当）に任命され、福田康夫内閣まで務める。2009年の第45回衆議院議員総選挙では中野正志との選挙区調整により比例東北ブロック単独で出馬し3選。
2012年の第46回衆議院議員総選挙で宮城2区から出馬し4選。同年発足した第2次安倍内閣で、厚生労働副大臣兼復興副大臣に就任厚生行政を担当した。
2013年10月15日、衆議院東日本大震災復興特別委員長に就任。自由民主党組織運動本部地方組織・議員総局長。
2014年の第47回衆議院議員総選挙では、全国に先駆けて野党の選挙区調整が行われ全国でも注目選挙区となるが、他候補を破り5選。自由民主党外交部会長に就任。
2016年9月、衆議院災害対策特別委員長に就任。自由民主党政務調査副会長。
2017年の第48回衆議院議員総選挙では野党共闘の無所属候補であった鎌田さゆり（落選後立憲民主党に入党）との1対1の戦いに勝利し、6選。同年末、額賀派に入会。
2018年10月、衆議院環境委員長に就任。
2019年9月11日、内閣総理大臣補佐官に就任。2020年9月16日退任。
2021年10月31日、第49回衆議院議員総選挙で前回1316票差で勝利した鎌田に571票差で敗れたものの、比例復活し7選。

### 復興大臣に就任
2022年8月10日に発足した第2次岸田第1次改造内閣において、復興大臣として初入閣した。同日に開かれた就任記者会見で「旧統一協会が主催する会合に出席したことは一切ない。政治献金を受けたり、会費を支払ったり、選挙応援を受けたりということも一切ない」と明言した。
同年11月23日、「FRIDAY」の電子版が、秋葉の公設第一秘書、公設第二秘書に関する買収疑惑を報道。以後、「『自由民主党宮城県第2選挙区支部』の政治資金の親族への還流」「『秋葉けんや後援会』の政治資金の親族への還流」「県議時代から続く選挙の影武者の使用」「統一教会の関連団体への会費支出」「衆院選に際しての統一教会の会合への出席」など様々な疑惑について国会で野党から追及されるが、下記のような答弁に終始した。
そして立憲民主党の大西健介が衆議院予算委員会で写真入りのパネルを掲示すると、「理事会では掲示しないと報告を受けている。こうしたテレビ入りのときに掲示することについて抗議する」と述べ、抗戦する構えを見せた。この影響で11月27日に予定されていた福島第一原子力発電所事故の被災地視察は取り止めとなった。11月28日、野党側は「復興大臣としての資格がない」とし、岸田文雄首相に対し大臣更迭を強く求めた。
同年12月23日、岸田首相は秋葉を早期に交代させる方向で調整に入った。秋葉は同日の記者会見で、自身の閣僚交代案が浮上していることに関して「よく分からない」と答えた。12月27日、大臣辞表を岸田首相に提出し、受理された。

### 大臣辞任後
2024年9月12日、自民党総裁選挙が告示され、旧茂木派からは会長の茂木敏充と加藤勝信の2人が立候補した。秋葉は河野太郎の推薦人に名を連ねた。石破茂、高市早苗、小泉進次郎の3人が競り合う構図が固まった終盤、麻生太郎は9月25日に茂木と「反石破」での連携を確認し、茂木派議員の一部も取り込んだ。9月27日総裁選執行。高市が得票数1位で決選投票へ進むも、岸田文雄首相の後押しを受けた石破に敗れた。秋葉は1回目の投票については、宮城テレビ放送の取材に対し、投票先を公表しなかった。決選投票では高市に投じた。
同年10月15日、第50回衆議院議員総選挙が公示され、秋葉、立憲民主党現職の鎌田さゆり、日本維新の会現職の早坂敦の3人が立候補した。10月17日に日本経済新聞が序盤情勢を発表し、「鎌田が手堅い戦い。秋葉は自民支持層の6割を固めた」と報じた。自民党は裏金問題や統一教会問題、10月23日に発覚した非公認候補への2000万円支給問題などで逆風が吹き荒れた。10月27日、総選挙執行。投票締め切りの20時直後に宮城テレビ放送は鎌田の当選確実を報じ、鎌田は4期目の当選を果たした。自民党は比例東北ブロックで5議席を獲得。単独1位の江渡聡徳と単独2位の森下千里を除いて、3人の候補者が比例復活で当選した。6番目の惜敗率（61.545％）だった秋葉は議席を失った。
その後、2025年4月に実施された次期衆院選の自民党宮城2区支部長公募に応募するも落選した。

## 政策・主張

### 憲法
- 憲法改正について、2021年のアンケートで「賛成」と回答[48]。

- 憲法9条への自衛隊の明記について、2021年のアンケートで「賛成」と回答[49]。

- 改正すべき項目として「自衛隊の保持を明記する」「集団的自衛権の保持を明記する」「環境権に関する条項を新設する」「プライバシー権に関する条項を新設する」「知る権利に関する条項を新設する」「教育の充実に向けた環境整備を行う旨を明記する」「各都道府県から必ず1人は参議院議員を選出するよう明記する」「地方公共団体の権限強化を明記する」「憲法改正の発議要件を各院の過半数にする」「緊急事態に関する条項を新設する」と主張[48]。

- 憲法を改正し緊急事態条項を設けることについて、2021年の毎日新聞社のアンケートで回答しなかった[50]。

### 外交・安全保障
- 「他国からの攻撃が予想される場合には敵基地攻撃もためらうべきではない」との問題提起に対し、2021年のアンケートで「どちらかといえば賛成」と回答[48]。

- 「北朝鮮に対しては対話よりも圧力を優先すべきだ」との問題提起に対し、2021年のアンケートで「どちらかといえば賛成」と回答[48]。

- 普天間基地の辺野古移設について、2021年のアンケートで「どちらかといえば賛成」と回答[48]。

### 日中関係
- 2014年に発生した中国漁船サンゴ密漁問題について、担保金を引き上げ違法操業に対する罰則を強化するべきと内閣官房長官菅義偉に求めた[51]。

- 2015年3月31日、外交・経済連携本部長の衛藤征士郎と共に内閣総理大臣安倍晋三から、中国が主導するアジアインフラ投資銀行（AIIB）に対する日本のスタンスを示すために党内で議論を行うように指示を受け合同会議を開催し、6月3日に「日本は参加判断を明確にせず、慎重な対応を求める」とする方針を決定した[52][53]。6月5日にはロイターのインタビューで、中国が拒否権を持ち、常設理事会が設置されずチェック機能が働かない状態のAIIBについて「日本が参加することは120%ありえない」とし、アジア開発銀行との協調融資を通して「露骨な中国への利益誘導につながるような融資はしない」と発言した[54]。

### ジェンダー
- 選択的夫婦別姓制度の導入について、2021年の朝日新聞社のアンケートで「どちらかといえば反対」と回答[48]。同年のNHKのアンケートで「反対」と回答[49]。

- 同性婚を可能とする法改正について、2021年のアンケートで「どちらかといえば反対」と回答[48]。同年のNHKのアンケートで回答しなかった[49]。

- 「LGBTなど性的少数者をめぐる理解増進法案を早期に成立させるべきか」との問題提起に対し、2021年のアンケートで「どちらともいえない」と回答[48]。

- クオータ制の導入について、2021年のアンケートで回答しなかった[49]。

### その他
- 森友学園への国有地売却をめぐる公文書改竄問題で、2021年5月6日、国は「赤木ファイル」の存在を初めて認めた[55]。しかし5月13日、菅義偉首相はファイルの存在を踏まえた再調査を行わない考えを報道各社に書面で示した[56]。9月の自民党総裁選挙で総裁に選出された岸田文雄も10月11日、衆議院本会議の代表質問で再調査の実施を否定した[57]。国の対応をどう考えるかとの問いに対し、同年の毎日新聞社のアンケートで回答しなかった[50]。

- 「原子力発電への依存度について今後どうするべきか」との問題提起に対し、2021年のアンケートで「下げるべき」と回答[49]。

- 新型コロナウイルス対策としての消費税率の一時的な引き下げについて、2021年のアンケートで回答しなかった[49]。

- 2011年10月24日、東日本大震災復興特別委員会で復興庁設置法について質疑し、復興庁の役割が省庁間の調整・復興特区認定など限定的である点を批判した。また、復興庁の権限強化と本庁を仙台に設置することを求めた[58]。

## 不祥事
- 2000年12月、秋葉は、仙台市泉区上谷刈4丁目にある木造2階建て・延べ約84平方メートルの建物を購入。衆議院議員初当選直前の2005年2月に妻に贈与した。秋葉が代表を務める「自由民主党宮城県第2選挙区支部」はここに事務所を構えた[59][60]。2011年から2020年までの間に、月額5万〜8万5千円を建物所有者である秋葉の妻に支払っていた。10年間の合計金額は約793万円に上る。2021年は月額5万円を支払った[60]。地元の不動産業者によれば、同様の建物の家賃相場は月9万円前後だといい、同支部が妻に支払ってきた家賃は相場を下回る。しかし政治資金収支報告書に妻からの寄付の記載はない。自民党宮城県連関係者は「政治資金を還流させ、本人の懐に入っているのではないか」と指摘している[59]。

- 前述の政党支部に隣接したプレハブの建物に入る「秋葉けんや後援会」は、家賃について、2011年と2012年は秋葉の妻に支払い、2013年から2020年にかけては秋葉の実母に支払った。合計額は約620万円に上るが、仙台法務局によると、後援会の建物は登記されておらず、家賃を親族に支払っていることの妥当性が検証できない問題が上がっている[59]。2022年10月18日、秋葉は衆議院予算委員会で当該賃料に関し、母親が確定申告していなかったと説明した。質問した立憲民主党の後藤祐一は「脱税だ」と批判した[61]。

- 2017年2月20日、「自由民主党宮城県第2選挙区支部」は、東京都品川区荏原に事務所を置く政治団体「政治経済研究所」に600万円を寄付した[62]。東京都選挙管理委員会によれば、同団体が設立されたのは2017年12月18日とされ、寄付を受けたときには存在していなかったことが明らかとされている。団体代表のHは秋葉の妻の兄で、品川区の実家に当該団体を立ち上げたことも判明している。団体は2年後の2019年12月31日付で解散。約2年間の活動期間中、収入はこの600万円のみだった。解散の際、約312万円が翌年繰越金として計上された。不明瞭な点が多い党支部と当該団体の関係について、雑誌記者は秋葉に質問したが、明確な回答はなされていない[63]。

- 2021年10月の衆院選の際、秋葉は、選挙運動の報酬として、公設第一秘書のN[注 3]に12万円、公設第二秘書のIに8万円を支払った。「選挙運動費用収支報告書」の記載によってその事実が明らかとなった。公選法は、選挙運動員のうち、報酬を支払うことができる対象を事務員や車上運動員（いわゆる「うぐいす」）、手話通訳者、労務者などに限定しているが、公設秘書らは記者の質問に対し、一般の選挙運動を行ったことを認めた。Nはまた、「自由民主党宮城県第2選挙区支部」と「秋葉けんや後援会」の出納責任者も務めていた[60][65]。神戸学院大学の上脇博之教授は、秘書たちが被買収の罪に問われる可能性があること、出納責任者であるNの違反が確定すれば秋葉の当選無効の可能性もあることなどを指摘した[22]。秋葉は2022年11月25日の衆議院予算委員会で「Nは車上運動員として8日間、Iは車上運動員として6日間、活動させた」と答弁したが、車上運動員は「NもIも選挙カーに同乗したことはなく、自分たちの車でずっと動いていた」と証言している[66]。

- 2021年10月の衆院選の際、秋葉の次男が複数回、秋葉の名前入りのたすきをかけて街頭に立って選挙活動を行った。そのうち10月28日に仙台市泉区で街頭に立った写真が、2022年11月25日の衆議院予算委員会で公表された。立憲民主党の大西健介が「いわゆる影武者が選挙のたびに出没するそうだ。影武者はいったい何人いるのか」と追及した。秋葉は県議会議員時代は実弟に影武者をさせていたが、衆議院議員に初当選した2005年前後から、実弟の協力が得られくなった。そのため後援会関係者のなかから、眼鏡をかけている男に「秋葉2号」に扮するよう求めたという経緯があった[66]。秋葉は大西の質問に対し人数は答えなかったが、写真が次男であることを認めた。さらに大西が「公選法の文書図画違反だということを大臣はお認めになるということでよろしいか」と確認すると、「私は一切認めていない。当時、選管や警察から特に指摘はなかったと聞いている」と答えた[67][68]。上脇が12月に公選法違反（運動員買収）容疑での告発状を仙台地検に送付し、2023年3月23日付で受理された[69]。

同年11月29日の衆議院予算委員会では立憲民主党の渡辺創が影武者について質問。「少なくとも秋葉4号までは存在したという。事実はあったのか、なかったのか」と尋ねると、秋葉は「私の記憶も思い出すよう努力したが、そのような事実は承知していない」と答えた。渡辺が「事実がないと言い切れるのか？」とさらに問いかけると、「そのような事実はないと聞いているので、そのような事実はないと認識している」と答えた。仙台地検は「十分な証拠を確保できなかった」 として2月29日付で不起訴処分とした。

## 人物

### 統一教会との関係
- 2020年7月27日、秋葉が代表を務める「自由民主党宮城県第2選挙区支部」は、世界平和統一家庭連合（旧統一教会）の関連団体「平和大使協議会」に新聞購読料として24,000円を支出した[71]。
- 2021年7月20日、「自由民主党宮城県第2選挙区支部」は、統一教会の関連団体「世界平和連合宮城県連合会」に会費として24,000円を支出した[60]。同団体の所在地である仙台市青葉区本町1丁目のマンションの一室には教団関連団体「国際勝共連合宮城県本部」の事務所が置かれている[72]。
- 2021年9月19日、仙台市宮城野区、若林区の統一教会の信者が集まる場所で挨拶をしたとされる[23]。
- 2021年10月の衆院選の際、多賀城市で行われた統一教会の関連イベントに出席し、挨拶した疑いがもたれている[73]。
- 2021年10月26日、統一教会の仙台家庭教会が仙台市泉区の桂市民センターの第一会議室を13時から16時まで「講習会・研修会」の名目で使用。秋葉はこの日は朝から選挙カーに乗って衆院選の街宣活動を行っており、昼食後の13時半ころ同センター第一会議室を訪れた。2022年11月29日の衆議院予算委員会で立憲民主党の後藤祐一で事実関係を問われると、秋葉は「私どもの事務所では選挙期間中の記録が残っていないため、今となっては確認しようがない。私自身もこうした催しに出たかどうかを今断言できない」と話した[74]。
- 2022年8月10日、秋葉は復興大臣の就任記者会見を開催。このとき「旧統一協会が主催している会合に出席したことは一切ない。当該関係団体から政治献金を受けたり、あるいは逆に当該関係団体に会費を支払ったり、選挙応援を受けたりということも一切ない」と明言した[21]。
- 2022年7月から8月にかけて、共同通信社は、全国会議員712人を対象に、統一教会との関わりを尋ねるアンケートを実施。8月31日に各議員の回答の全文を公表した。「旧統一教会の行事、会合、集会等に出席したことはあるか」との問いに対し、「ない」と回答した[75][76]。
- 2022年8月18日から9月2日にかけて、朝日新聞社は、全国の国会議員と都道府県議会議員、知事計3,333人を対象に、統一教会との関わりを尋ねるアンケートを実施。9月4日に回答の内訳を公表した。秋葉は「旧統一教会や関連団体のイベントの会費を支出したことがありますか」「旧統一教会や関連団体主催のイベントに関し、出席・祝辞・祝電等の関わりを持ったことはありますか」との問いに対し、ともに「いいえ」と回答した[77][78][79]。
- 2022年11月25日、衆議院予算委員会で、立憲民主党の後藤祐一が、前述の多賀城市で行われた統一教会の関連イベントへの出席に関し質問すると、秋葉は「イベントについては参加した記憶はない。事務所にも念のため確認をしたが、記録もない」と答えた。これに対し、後藤は「秋葉大臣の事務所は山際大臣の事務所と同じように、1年経ったら過去の予定表の記録を全部削除するという、そんな運用でやっているということなのか」と問いただした[73]。

### その他
- 2005年4月の衆議院宮城2区補欠選挙に出馬した際、公約に「宮崎駿（ジブリ）ワールドの実現」[80]を掲げた。宮城県出身の『アニメージュ』創刊者で初代編集長の尾形英夫と親しくなった秋葉は、2004年の宮城県議会定例会において、「まさにスタジオジブリは第二のディズニーカンパニー」[81]とすでに発言していた。「杜の都ジブリワールド、あるいは縄文の杜ジブリプレイス」[81]を仙台港周辺に誘致する「ジブリワールド建設構想」を披露した[81]。衆議院議員となってからもこの主張は変えていない[82]。2017年にはKKロングセラーズから『ジブリワールド構想』を出版した。

## 所属団体・議員連盟
- 日中友好文化交流促進協会（理事）[83]

## 著書
- 『東北の夢創造 松下政経塾フォーラム』ぎょうせい 1993
- 『地方議会における議員立法』文芸社 2001
- 『松下幸之助「最後の言葉」』角川SSC新書 2011
- 『厚生労働省改造論』イースト新書 2015
- 『健康寿命60のヒント 幸福な自立のために』東京書籍 2016
- 『「ジブリワールド」構想 宮﨑駿の世界を《日本の未来》につなぐ』ロングセラーズ 2017
- 『世界の刑務所を訪ねて～犯罪のない社会づくり』 小学館新書　2020
- 『広報DX～次世代の社会を担う情報発信の新指針』宣伝会議　2021

## 選挙歴
| 当落 | 選挙                     | 執行日         | 年齢 | 選挙区           | 政党       | 得票数     | 得票率 | 定数 | 得票順位 /候補者数 | 政党内比例順位 /政党当選者数 |
| ---- | ------------------------ | -------------- | ---- | ---------------- | ---------- | ---------- | ------ | ---- | ------------------ | ---------------------------- |
| 当   | 1995年宮城県議会議員選挙 | 1995年4月      | 33   | 仙台市泉区選挙区 | 無所属     |            |        |      | /                  | /                            |
| 当   | 1999年宮城県議会議員選挙 | 1999年4月      | 35   | 仙台市泉区選挙区 | 無所属     |            |        |      | 1/                 | /                            |
| 当   | 2003年宮城県議会議員選挙 | 2003年4月12日  | 39   | 仙台市泉区選挙区 | 無所属     | 2万9521票  |        | 4    | 1/6                | /                            |
| 当   | 第43回衆議院議員補欠選挙 | 2005年4月12日  | 42   | 宮城県第2区      | 自由民主党 | 5万8023票  | 39.13% | 1    | 1/5                | /                            |
| 当   | 第44回衆議院議員総選挙   | 2005年09月11日 | 43   | 宮城県第2区      | 自由民主党 | 13万257票  | 52.78% | 1    | 1/3                | /                            |
| 当   | 第45回衆議院議員総選挙   | 2009年08月30日 | 47   | 比例東北ブロック | 自由民主党 |            |        | 14   | /                  | 2/4                          |
| 当   | 第46回衆議院議員総選挙   | 2012年12月16日 | 50   | 宮城県第2区      | 自由民主党 | 7万6595票  | 33.45% | 1    | 1/6                | /                            |
| 当   | 第47回衆議院議員総選挙   | 2014年12月14日 | 52   | 宮城県第2区      | 自由民主党 | 9万1289票  | 45.52% | 1    | 1/5                | /                            |
| 当   | 第48回衆議院議員総選挙   | 2017年10月22日 | 55   | 宮城県第2区      | 自由民主党 | 11万1559票 | 50.30% | 1    | 1/2                | /                            |
| 比当 | 第49回衆議院議員総選挙   | 2021年10月31日 | 59   | 宮城県第2区      | 自由民主党 | 11万5749票 | 48.72% | 1    | 2/3                | 2/6                          |
| 落   | 第50回衆議院議員総選挙   | 2024年10月27日 | 62   | 宮城県第2区      | 自由民主党 | 7万1633票  | 32.71% | 1    | 2/3                | 8/5                          |